# Pans Schomper
Frans (Pans) Schomper (Batavia, 27 oktober 1926 - Amsterdam, 9 mei 2010), was een Nederlands jazzgitarist, schrijver, zakenman. 

## Biografie
Schomper werd in Batavia, het tegenwoordige Jakarta, geboren als zoon van L. Ch. Schomper, eigenaar van Hotel Schomper, en waarin nu het historische museum Gedung Joang 45 is gevestigd. Hij groeide tot zijn 20e op in het tweede hotel (hotel du Pavillion) van zijn ouders in Bandoeng, waar hij met veel bezoekers, veelal hogere ambtenaren en zakenlieden, vriendschappen aanging. 
Tijdens de Japanse bezetting van Nederlands-Indië, verbleef hij in diverse jappenkampen. Na het einde van de Tweede Wereldoorlog zwierf hij tijdens de Bersiap-periode rond in het gevaarlijke Indië, waar bendes pemoeda’s de samenleving onveilig maakten, en waarbij hij vele malen aan de dood ontsnapte.
In 1946 vluchtte hij naar Nederland om daar een nieuw bestaan op te bouwen. Hij richtte er een bedrijf op dat plastic identiteitskaarten, paspoorten en andere producten vervaardigde en knoopte daarvoor banden aan met Japanse ondernemingen.
Hij huwde met de Nederlandse jazz-zangeres Sandy Fort (Jopie Sandifort) met wie hij vier dochters kreeg, onder wie violiste Judy Schomper.
Hij voerde het management van de band Flairck, waarvan hij de bedenker van de naam was, en waarvan zijn dochter Judy lid was.
Voor het museum Gedung Joang 45 zorgde hij ervoor dat er een airconditioning kwam en dat de daar vertoonde films van Nederlandse ondertiteling werden voorzien. 
Hij zette zijn belevenissen in het vroegere Indië op schrift en gaf ze in boekvorm en als luisterboek uit. Het boek werd in het Japans vertaald en op scholen aan leerlingen als leesstof aangeboden, omdat in de Japanse geschiedenis de Tweede Wereldoorlog niet wordt behandeld.
Ieder jaar was hij aanwezig op de Pasar Malam Besar (Tong Tong Fair) in Den Haag.

## Naam
Zijn naam Pans is een verbastering in het Soendanees van Frans, omdat in die taal de F niet kan worden uitgesproken en de lettercombinatie FR onmogelijk is om uit te spreken.

## Levensmotto
Zijn levensmotto was: Het leven gaat toch zoals het gaan moet.

## Boeken
- Indië, vaarwel – De belofte van de eierboer (autobiografie), uitgeverij Dorned B.V., 1993; ISBN 9090062807. Vertaald in Engels (Chaos after the Paradise), Duits, Indonesisch, Spaans; Castiliaans.
- Indië, vaarwel – De belofte van de eierboer (autobiografie), luisterboek in 1 Daisy-rom, uitgeverij Dedicon, Grave, 1995; ISBN 9090062807[1]
- Indië, vaarwel – De belofte van de eierboer (autobiografie), luisterboek in 8 cd's, uitgeverij Rubenstein, Amsterdam, 2007; ISBN 9789047600558.
- Rondom Indië vaarwel - het leven gaat toch zoals het gaan moet, uitgeverij Dorned B.V., 1998; ISBN 9080230847.
- De cirkel is nu écht rond - De waarheid achter de Japanse geschiedbeschouwing, uitgeverij Dorned B.V., 2005; ISBN 908023088X. Dit boek is tevens vertaald in het Engels en Japans.